# 釧路東郵便局
釧路東郵便局（くしろひがしゆうびんきょく）は北海道釧路郡釧路町にある郵便局。民営化前の分類では集配特定郵便局であった。

## 概要
住所：〒088-0699 北海道釧路郡釧路町睦2-1-1

## 沿革
- 1922年（大正11年）5月11日 - 別保郵便局として開局。
- 1975年（昭和50年）2月26日 - 電話交換業務を釧路電報電話局に移管[1]。
- 1994年（平成6年）8月29日 - 釧路町別保二丁目から同町睦二丁目に移転するとともに、釧路東郵便局に改称[2]。
- 2007年（平成19年）3月19日 - 昆布森郵便局から集配業務を移管[3]。
- 2007年（平成19年）10月1日 - 民営化に伴い、併設された郵便事業釧路支店釧路東集配センターに一部業務を移管。
- 2012年（平成24年）10月1日 - 日本郵便株式会社の発足に伴い、郵便事業釧路支店釧路東集配センターを釧路東郵便局に統合。

## 取扱内容
- 郵便、印紙、ゆうパック、内容証明
- 貯金、為替、振替、振込、国際送金、国債、投資信託
- 生命保険、バイク自賠責保険
- ゆうちょ銀行ATM
- 釧路郡釧路町内の一部地域の集配業務

## 周辺
- 北海道釧路東高等学校
- 釧路町役場 雪裡支所
- イオン釧路店
- 国道44号
- 釧路川

## アクセス
- JR根室本線・釧網本線 東釧路駅から徒歩約33分
- 駐車場あり：7台